# او-۲۵۱۱
زیردریایی یو-۲۵۱۱ (به انگلیسی: German submarine U-2511) یک زیردریایی بود که طول آن ۷۶٫۷ متر (۲۵۱ فوت ۸ اینچ) بود. این زیردریایی در سال ۱۹۴۴ ساخته شد.